# بيل اتش اس ال
بيل اتش اس ال (بالإنجليزية: Bell HSL)‏ هي مروحية أنتجت في الولايات المتحدة. من صناعة بيل للمروحيات. كان أول طيران لها في 3 مارس 1953. دخلت الخدمة في 1957، صنع منها 53 طائرة.